# Adelia (Plantae)
Adelia, biljni rod smješten u porodicu mlječikovki. Postoji deset vrsta koje rastu od južnog Teksasa do tropske Amerike, uključujući i Karibe

## Vrste
1. Adelia barbinervis Schltdl. & Cham.
2. Adelia brandegeei V.W.Steinm.
3. Adelia cinerea (Wiggins & Rollins) A.Cerv., V.W.Steinm. & Flores Olv.
4. Adelia membranifolia (Müll.Arg.) Chodat & Hassl.
5. Adelia oaxacana (Müll.Arg.) Hemsl.
6. Adelia obovata Wiggins & Rollins
7. Adelia panamensis Pax & K.Hoffm.
8. Adelia ricinella L.
9. Adelia triloba (Müll.Arg.) Hemsl.
10. Adelia vaseyi (J.M.Coult.) Pax & K.Hoffm.